# Programa minimalista
El programa minimalista és la línia d'investigació que prengué la gramàtica generativa a principis dels anys noranta.
Es presenta com a programa, i no com a teoria, perquè pretén ser un mode d'investigació, caracteritzat, a més a més, per la flexibilitat a l'hora d'abordar les múltiples direccions que el seu minimalisme possibilita. És a dir, en última instància, el programa proporciona el marc conceptual que guia el desenvolupament de la teoria lingüística generativa, però ni ofereix solucions específiques a problemes tècnics ja coneguts, ni explicacions sobre fenòmens lingüístics observats. En paraules de Noam Chomsky, hi ha preguntes minimalistes, però no respostes minimalistes; entre aquestes preguntes, té un paper rellevant no sols la qüestió sobre què són exactament les propietats del llenguatge, sinó també la de per què són com són.
Per la seva part, el concepte de minimalisme apel·la a la idea que la capacitat del llenguatge en els humans mostra indicis d'estar constituïda segons un disseny òptim i una exquisida organització, que semblen indicar el funcionament intern d'unes lleis computacionals molt senzilles i generals en un determinat òrgan mental. Amb altres paraules: el programa minimalista treballa sobre la hipòtesi que la gramàtica universal constitueixi un disseny perfecte, en el sentit que només contingui allò que és estrictament necessari per a cobrir les necessitats conceptuals, físiques i biològiques de l'ésser humà.
Des del punt de vista teòric, i en el context de la gramàtica generativa, el programa minimalista es nodreix dels plantejaments de l'enfocament de principis i paràmetres, considerat com l'últim model teòric estàndard del generativisme i que s'ha anat desenvolupant des dels anys vuitanta.
Bàsicament, el que aquest enfocament suggereix és l'existència d'un conjunt fix de principis vàlids per a totes les llengües. Aquests principis s'entenen com una espècie de conjunt de possibilitats que el nen que està aprenent una llengua pot combinar de manera limitada (els paràmetres), d'acord amb les concretes propietats que caracteritzen la seva llengua materna.
El programa minimalista té com a objectiu arribar a saber quant d'aquest model de principis i paràmetres és resultat d'aquest hipotètic disseny òptim i computacionalment eficient de la facultat humana del llenguatge.
Alhora, la versió més desenvolupada de l'enfocament de principis i paràmetres, la teoria de la recció i lligament, proporciona els principis específicament tècnics a partir dels quals es planteja el programa minimalista.

## Fonaments
La concreció d'aquest programa es realitza partint dels grans fets coneguts sobre el llenguatge des d'una perspectiva biolingüística i codificats en el model de principis i paràmetres.
Els principals aspectes del llenguatge que el programa assumeix com a punt de partida són dos: d'una banda, la idea que la diversitat de les llengües es deu a la interacció entre aquests principis i paràmetres; i d'altra banda, la caracterització de les oracions simples, com:
- Les unitats lingüístiques bàsiques.
- Resultat de la combinació de sons i significats.
- Potencialment infinites.
- Construïdes a partir de frases (sintagmes, en un sentit funcional).
- Portadores de propietats de desplaçament (alguns elements s'interpreten com si apareguessin en una situació diferent de la que realment ocupen en llur pronunciació).

D'una altra banda, l'enfocament minimalista parteix de la idea que només dos nivells de representació, el de la forma lògica i el de la forma fonètica, són necessaris. L'operació irreductible que es pretén demostrar seria la que posaria en relació ambdós nivells, un procés lingüístic conegut com el més simple i petit de tots els possibles.
Això no obstant, el programa admet que, d'acord amb la coneguda com a necessitat conceptual virtual (allò que el programa necessiti en un determinat estadi del seu desenvolupament), es poden arribar a considerar fins a setze nivells de representació.
Per acabar, i a manera de resum, els tres pilars sobre els quals recolza el programa minimalista són:
- L'emergència de condicions d'economia lingüística a partir dels processos de derivació i representació sintàctics.
- Les conseqüències de la necessitat conceptual virtual.
- La recerca de la unitat i la simetria en les operacions sintàctiques i representacions.

### El disseny perfecte del llenguatge humà
El programa minimalista manté la idea chomskiana inicial que els components centrals del llenguatge són innats (gramàtica universal), però hi afegeix una proposta força radical sobre l'arquitectura de la facultat lingüística. La idea central d'aquest programa és la premissa que el sistema computacional que rau en el llenguatge és perfecte. Es tracta d'una solució computacionalment òptima perquè l'ésser humà la pugui utilitzar. La facultat lingüística conté únicament allò que és conceptualment necessari, des d'un punt de vista filosòfic, biològic o físic. Res no és redundant. En aquest sentit, el mínim que cal tenir és un mecanisme per a generar infinites oracions i materialitzar-les amb un cert conjunt de sons (o de senyes, si es tracta d'una llengua de senyes), associats amb els respectius conceptes. Això vol dir que n'hi ha almenys tres components:
- Un sistema de coneixement (la competència, de caràcter computacional, formada pel lèxic i la sintaxi), que alimenta dos sistemes d'actuació:
  - El sistema articulatori-perceptual A-P, que interpreta les instruccions per a l'emissió de l'enunciat.
  - El sistema conceptual-intencional C-I, que interpreta les instruccions per a la composició logicosemàntica.
- La relació entre la sintaxi (el sistema computacional).
- Els sistemes d'actuació, que es produeixen mitjançant dos nivells de representació: 
  - La forma fonètica (FF), el conjunt d'instruccions que interacciona amb A-P.
  - La forma lògica (FL), el conjunt d'instruccions que interacciona amb C-I.

Aquest disseny simplifica notablement el model anterior, en eliminar nivells intermedis com l'estructura profunda i l'estructura superficial, que havien estat crucials des del començament de la gramàtica generativa. Així mateix, moltes eines teòriques dels models anteriors han quedat rebutjades o simplificades, per exemple, la idea de recció, les empremtes del moviment, els índexs i la teoria de la X'.
En conseqüència amb aquesta idea de simplicitat, el minimalisme rebutja l'equiparació de teories prèvies entre els nivells genètic i innat: el llenguatge és innat, però no cal emfasitzar ni centrar-se en el nivell genètic. Pot haver-hi propietats gramaticals concretes que siguin innates, però no té per què respondre a una instrucció gramatical concreta derivada d'una especificació genètica.

### Economia i minimalisme
Pel seu èmfasi en la idea que la facultat del llenguatge és "perfecta" (és a dir, que manca de redundàncies), el programa minimalista és caracteritzat moltes vegades com una exigència metodològica per a proposar explicacions gramaticals més simples i econòmiques (és a dir, amb una sort de reformulació de la navalla d'Occam). No hi ha cap dubte que l'èmfasi en la simplicitat, economia i elegància és central en el minimalisme, però no n'és quelcom exclusiu: elegància, simplicitat i economia han estat exigències que la gramàtica generativa s'ha imposat a si mateixa des del principi, en consonància amb la resta de la ciència. El que Chomsky proposa és que la teoria lingüística hauria d'anar més enllà de la simple adequació explicativa, per exigir-se el disseny d'una teoria sense redundàncies (quelcom que converteix el llenguatge en un objecte força únic en el món biològic, com Chomsky reconeix).
D'una altra banda, aquest programa permet pensar en un nou tipus d'economia de la derivació. En les versions anteriors, era possible establir condicions d'economia global (per exemple, els filtres), que s'imposaven sobre el producte final de la derivació, és a dir, sobre una representació sintàctica completa. Això vol dir que una estructura podia generar-se completament i, un cop formada, es podia rebutjar. Com és evident, això constitueix una redundància, car s'està generant estructures que després seran bloquejades per condicions de tipus global. En la hipòtesi minimalista més forta, les condicions no s'imposen sobre una representació acabada, sinó sobre cadascun dels passos de la derivació, és a dir, les condicions d'economia són locals, no pas globals. Això evita la generació innecessària d'estructures que després siguin rebutjades.

## Aspiracions del programa
L'objectiu del programa minimalista és triple, en tant que pretén precisar els tres factors que influeixen en el disseny del llenguatge:
- La dotació genètica.
- L'experiència.
- Les propietats generals dels sistemes òptims, ben dissenyats.

D'una altra banda, dins la línia d'investigació minimalista, s'ha formulat ja una hipòtesi concreta en relació amb l'emergència de la facultat del llenguatge. D'acord amb aquesta, el que distingeix els éssers humans d'altres espècies és el sistema computacional que constitueix una narrox syntax (una sintaxi bàsica, mínima, concisa, però suficient), caracteritzada sobretot per la recursivitat i per com aquest tret disposa els objectes sintàctics que construeix sobre els sistemes sensoriomotor i conceptual-intencional.

## El model de gramàtica

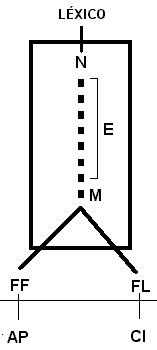
N: conjunt d'elements lèxics. E: acoblaments successius. M: punt de materialització

Sota el fet suposat que el llenguatge és un dispositiu òptimament dissenyat (perfecte) per derivar representacions envers els components d'actuació, tota propietat, operació i condició de bona formació gramatical ha de tenir per finalitat que les derivacions resultants puguin ser interpretades per les interfícies.
La sintaxi és concebuda com un sistema computacional, que pren un conjunt N d'elements lèxics i construeix amb aquests un sol objecte sintàctic, a través d'una operació recursiva anomenada acoblament. A mesura que es van construint nous objectes sintàctics, la informació rellevant per a cada interfície ha de ser separada, és a dir, les instruccions de naturalesa fonològica constitueixen la forma fonètica i les instruccions de naturalesa semàntica la forma lògica. L'operació que s'encarrega de separar aquesta informació es denomina materialització.

### Moviments i categories funcionals
En el model de recció i lligament, els moviments hi eren explicats amb l'operació Moveu-α i de certes condicions sobre l'estructura superficial. En el programa minimalista, el moviment es deu a la necessitat d'acarar alguns trets de certes categories que no podran ser interpretats per les interfícies. Aquests trets no interpretables resulten ser una espècie de "virus" dins el sistema computacional, per això cal eliminar-los. L'eliminació es realitza amb l'acarament de trets comuns entre elements ja presents en la derivació (és a dir, amb estructures ja acoblades en passos previs) i estructures que s'afegeixen en passos posteriors (categories funcionals). Els primers es tornen a acoblar (o es copien) als segons, per acarar trets no interpretables (això crea l'efecte de desplaçament).
És important destacar que un tret no interpretable només pot ser acarat per un element que contingui un tret anàleg (un complementant amb un tret interrogatiu ha d'acarar aquest tret amb un sintagma interrogatiu, per exemple, provocant que una oració interrogativa comenci amb un pronom interrogatiu). En el cas d'haver-hi més d'un element amb tal tret, l'element més proper serà aquell que s'hi reacobli.

### Materialització múltiple i la derivació per fases
En les últimes versions del programa minimalista, s'ha proposat que l'operació de materialització es realitzi per etapes. Cada punt d'aplicació d'aquesta operació es denomina una fase. Després de cada fase, els objectes sintàctics acoblats fins aquest moment s'envien a les interfícies per a llur interpretació. Se suposa que les fases són delimitades per certes categories funcionals. Hi ha acord general que C i v*  són fases. C és el complementador i estableix el domini de la força il·locucionària de l'oració; per la seva part, v* , que és el verbalitzador de l'arrel lèxica de V (verb) en estructures transitives, estableix el domini de l'aplicació de la teoria temàtica. Per a molts, D (determinant), que marca el domini de la referencialitat, és també una fase. S'ha proposat també que els verbalitzadors d'estructures no transitives (v) són fases.
Una característica definitòria de les fases és la seva impenetrabilitat: cap constituent pot extreure-se'n. Aquesta condició d'impenetrabilitat de la fase resumeix moltes de les idees sobre limitacions en l'extracció que s'han formulat des dels inicis de la gramàtica generativa.

## Investigacions en el programa minimalista
Des de la seva aparició, s'han produït una gran quantitat d'investigacions que prenen com a punt de partida el programa minimalista. La llista següent presenta una mostra que no s'hauria de considerar exhaustiva:

### Noam Chomsky
- Chomsky, Noam. 1993. "A minimalist program for linguistic theory". En: Hale, Kenneth L. and S. Jay Keyser, eds. The view from Building 20: Essays in linguistics in honor of Sylvain Bromberger. Cambridge, MA: MIT Press. 1-52.
- Chomsky, Noam. 1995. The Minimalist Program. Cambridge, Mass.: The MIT Press. Arxivat 2008-10-06 a Wayback Machine.
- Chomsky, Noam. 2000. Minimalist inquiries: the framework. En: Step by Step: Essays on Minimalist Syntax in Honor of Howard Lasnik, eds. Roger Martin, David Michaels and Juan Uriagereka, 89-155. Cambridge, Mass: MIT Press. Arxivat 2006-09-17 a Wayback Machine.
- Chomsky, Noam. 2000. New horizons in the study of language and mind. Cambridge, U.K.; Nova York: Cambridge University Press.
- Chomsky, Noam. 2001. Derivation by Phase. En: Ken Hale: A Life in Language, ed. Michael Kenstowicz, 1- 52. Cambridge, Mass.: MIT Press. Arxivat 2006-09-09 a Wayback Machine.
- Chomsky, Noam. 2004. Beyond Explanatory Adequacy. En: Structures and Beyond. The Cartography of Syntactic Structures, ed. Adriana Belletti, 104 – 131. Oxford: Oxford University Press.
- Chomsky, Noam. 2005. Three Factors in Language Design. Linguistic Inquiry 36:1–22.
- Chomsky, Noam. 2007. Approaching UG From Below. In Interfaces + Recursion = Language?, eds. Uli Sauerland and Hans Martin Gärtner, 1-29. New York: Mouton de Gruyter.

- Chomsky, Noam. 2008. On Phases. In Foundational Issues in Linguistic Theory. Essays in Honor of Jean-Roger Vergnaud., eds. Robert Freidin, Carlos Peregrín Otero and Maria Luisa Zubizarreta, 133-166. Cambridge, MA: MIT Press.

 Arxivat 2011-11-02 a Wayback Machine.

### Introduccions
- Adger, David. 2003. Core Syntax. A Minimalist Approach. Oxford: Oxford University Press .
- Boeckx, Cedric. 2006. Linguistic Minimalism. Origins, Concepts, Methods and Aims. Oxford: Oxford University Press.
- Bošković, Željko and Howard Lasnik (eds). 2006. Minimalist Syntax: The Essential Readings. Malden, MA: Blackwell. Arxivat 2006-12-08 a Wayback Machine.
- Eguren, Luis y Fernández Soriano Olga. 2004. Introducció a una sintaxi minimista. Gredos. Madrid .
- Hornstein, Norbert, Jairo Nunes and Kleanthes K. Grohmann. 2005. Understanding Minimalism. Cambridge: Cambridge University Press .
- Lasnik, Howard, Juan Uriagereka, Cedrick Boeckx. 2005. A Course in Minimalist Syntax. Malden, MA: Blackwell  Arxivat 2007-03-12 a Wayback Machine..
- Radford, Andrew. 2004. Minimalist Syntax: Exploring the Structure of English. Cambridge, UK:Cambridge University Press.[Enllaç no actiu]
- Uriagereka, Juan. 1998. Rhyme and Reason. An Introduction to Minimalist Syntax. Cambridge, Mass: MIT Press. Arxivat 2007-03-22 a Wayback Machine.

### Estudis sobre les nocions teòriques fonamentals i llurs aplicacions
- Boeckx, Cedric (ed). 2006. Minimalist Essays. Amsterdam: John Benjamins. Arxivat 2008-06-17 a Wayback Machine.
- Bošković, Željko. 1997. The Syntax of Nonfinite Complementation. An Economy Approach. Cambridge, Mass: MIT Press. Arxivat 2006-09-17 a Wayback Machine.
- Brody, Michael. 1995. Lexico-Logical Form: a Radically Minimalist Theory. Cambridge, MA:MIT Press. Arxivat 2006-09-17 a Wayback Machine.
- Epstein, Samuel David, and Hornstein, Norbert (eds). 1999. Working Minimalism. Cambridge, Mass.: MIT Press. Arxivat 2006-09-12 a Wayback Machine.
- Epstein, Samuel David, and Seely, T. Daniel (eds). 2002. Derivation and Explanation in the Minimalist Program. Malden, MA: Blackwell. Arxivat 2007-03-12 a Wayback Machine.
- Fox, Danny. 1999. Economy and Semantic Interpretation. Cambridge, MA:MIT Press. Arxivat 2007-01-08 a Wayback Machine.
- Martin, Roger, David Michaels and Juan Uriagereka (eds). 2000. Step by Step: Essays on Minimalist Syntax in Honor of Howard Lasnik. Cambridge, Mass: MIT Press. Arxivat 2006-09-17 a Wayback Machine.
- Pesetsky, David. 2001. Phrasal Movement and its Kin. Cambridge,MA:MIT Press. Arxivat 2007-01-25 a Wayback Machine.
- Richards, Norvin. 2001. Movement in Language. Oxford:Oxford University Press.